# Torneo Clausura 2020 Primera División (Guatemala)
El Torneo Clausura 2020 de Primera División será la edición número 34 de la máxima categoría de ascenso desde el cambio de formato en la temporada 2002-03; y servirá como cierre de la temporada 2019-20.

## Sistema de competición
En el torneo, los equipos se dividen en 2 grupos de 10 integrantes que se designan según su ubicación. Quedando en el Grupo A los clubes con sede más cercana al occidente del país, y en el Grupo B los clubes con sede más cercana a la región oriental. Se juegan 18 jornadas, todos contra todos, a ida y vuelta.
Una vez finalizadas las jornadas, los primeros 6 lugares de cada grupo acceden a la fase final del Torneo, estando compuesta por: accesos a cuartos de final, cuartos de final, semifinales y final.
Los dos finalistas de este torneo tendrán la oportunidad de jugar por el ascenso a la Liga Nacional contra Achuapa y Marquense, finalistas del torneo anterior.

## Equipos participantes
| Grupo A             |                   |                                    |                                    |           |
| Equipo              | Entrenador        | Ciudad                             | Estadio                            | Capacidad |
| Chimaltenango FC    | Otto Rodríguez    | Chimaltenango, Chimaltenango       | Municipal de Chimaltenango         | 1 500     |
| Coatepecano I.B.    | Ronald Mora       | Coatepeque, Quetzaltenango         | Estadio Israel Barrios             | 21 000    |
| CD Marquense        | Marvin Ruano      | San Marcos, San Marcos             | Marquesa de la Ensenada            | 10 000    |
| CD Nueva Concepción | Mario Calderón    | Nueva Concepción, Escuintla        | José Luis Ibarra                   | 3 000     |
| Quiché FC           | Carlos Romero     | Santa Cruz del Quiché, Quiché      | Municipal de Santa Cruz del Quiché | 4 000     |
| Deportivo San Pedro | Francisco Melgar  | San Pedro Sacatepéquez, San Marcos | Estadio Municipal de San Pedro     | 4 000     |
| CSD Sololá          | Marvin Hernández  | Sololá, Sololá                     | Estadio Xambá                      | 2 000     |
| CSD Suchitepéquez   | Eduardo Méndez    | Mazatenango, Suchitepéquez         | Carlos Salazar Hijo                | 10 000    |
| Xinabajul-Huehue    | Horacio González  | Huehuetenango, Huehuetenango       | Los Cuchumatanes                   | 5 340     |
| Grupo B             |                   |                                    |                                    |           |
| Equipo              | Entrenador        | Ciudad                             | Estadio                            | Capacidad |
| Deportivo Achuapa   | Irving Olivares   | El Progreso, Jutiapa               | Manuel Ariza                       | 1 500     |
| Aurora FC           | Dwight Pezzarossi | Ciudad de Guatemala                | Estadio del Ejército               | 12 000    |
| Capitalinos FC      | Kenny Colindres   | Ciudad de Guatemala                | Cementos Progreso                  | 17 500    |
| CSD Carchá          | Diego Cerutti     | San Pedro Carchá, Alta Verapaz     | Juan Ramón Ponce Guay              | 4 406     |
| Deportivo Catocha   | Silvio Fernández  | Santa Catarina Mita, Jutiapa       | Municipal de Santa Catarina Mita   | 1 500     |
| Comunicaciones B    | Jorge Sumich      | Ciudad de Guatemala                | Cementos Progreso                  | 17 500    |
| CSD Mictlán         | José Garnica      | Asunción Mita, Jutiapa             | La Asunción                        | 5 000     |
| Deportivo Petapa    | Carlos Ruiz       | San Miguel Petapa, Guatemala       | Julio Armando Cobar                | 8 500     |
| CSD Sacachispas     | Erick González    | Chiquimula, Chiquimula             | Las Victorias                      | 9 500     |
| CD Sansare          | Thomás González   | Sansare, El Progreso               | Las Victorias de Sansare           | 2 500     |

### Equipos por departamento
| Departamento   | N.º | Equipos                                  |
| -------------- | --- | ---------------------------------------- |
| Guatemala      | 4   | Aurora FC, Cremas B, Capitalinos, Petapa |
| Jutiapa        | 3   | Mictlán, Achuapa, Catocha                |
| San Marcos     | 2   | Marquense, San Pedro                     |
| Escuintla      | 1   | Nueva Concepción                         |
| Chiquimula     | 1   | Sacachispas                              |
| Suchitepéquez  | 1   | Suchitepéquez                            |
| Alta Verapaz   | 1   | Carchá                                   |
| Huehuetenango  | 1   | Xinabajul-Huehue                         |
| Quetzaltenango | 1   | Coatepecano IB                           |
| Chimaltenango  | 1   | Chimaltenango                            |
| Sololá         | 1   | Sololá                                   |
| El Progreso    | 1   | Sansare                                  |
| Quiché         | 1   | Quiché FC                                |

Nota: Coatepecano I.B. compró la ficha deportiva del Deportivo Reu para participar en este torneo. Tomará los puntos dejados por el club retalteco para la tabla acumulada.

## Clasificación

### Grupo A
|                                          | Pos. | Equipos          | PJ | PG | PE | PP | GF | GC | Dif. | PTS | Clasificación             |
| ---------------------------------------- | ---- | ---------------- | -- | -- | -- | -- | -- | -- | ---- | --- | ------------------------- |
|                                          | 1º   | San Pedro        | 10 | 6  | 1  | 3  | 17 | 6  | +11  | 19  | Cuartos de final          |
|                                          | 2º   | Coatepecano      | 10 | 4  | 5  | 1  | 9  | 5  | +4   | 17  | Cuartos de final          |
|                                          | 3º   | Nueva Concepción | 10 | 4  | 3  | 3  | 14 | 10 | +4   | 15  | Acceso a cuartos de final |
|                                          | 4º   | Suchitepéquez    | 10 | 4  | 3  | 3  | 10 | 13 | -3   | 15  | Acceso a cuartos de final |
|                                          | 5º   | Sololá           | 10 | 4  | 1  | 5  | 11 | 12 | -1   | 13  | Acceso a cuartos de final |
|                                          | 6º   | Quiché           | 11 | 3  | 2  | 4  | 7  | 13 | -6   | 11  | Acceso a cuartos de final |
|                                          | 7º   | Marquense        | 10 | 2  | 3  | 5  | 12 | 15 | -3   | 9   |                           |
|                                          | 8º   | Xinabajul        | 10 | 2  | 3  | 5  | 8  | 14 | -6   | 9   |                           |
|                                          | 9º   | Chimaltenango    | 10 | 2  | 3  | 5  | 8  | 14 | -6   | 9   |                           |
| Última actualización: 8 de marzo de 2020 |      |                  |    |    |    |    |    |    |      |     |                           |

### Grupo B
|                                          | Pos. | Equipos          | PJ | PG | PE | PP | GF | GC | Dif. | PTS | Clasificación             |
| ---------------------------------------- | ---- | ---------------- | -- | -- | -- | -- | -- | -- | ---- | --- | ------------------------- |
|                                          | 1º   | Sacachispas      | 11 | 7  | 2  | 2  | 21 | 8  | +13  | 23  | Cuartos de final          |
|                                          | 2º   | Carchá           | 11 | 7  | 2  | 2  | 20 | 11 | +9   | 23  | Cuartos de final          |
|                                          | 3º   | Achuapa          | 11 | 6  | 4  | 1  | 15 | 9  | +6   | 22  | Acceso a cuartos de final |
|                                          | 4º   | Mictlán          | 11 | 5  | 5  | 1  | 12 | 4  | +8   | 20  | Acceso a cuartos de final |
|                                          | 5º   | Comunicaciones B | 11 | 4  | 4  | 3  | 14 | 12 | +2   | 16  | Acceso a cuartos de final |
|                                          | 6º   | Petapa           | 11 | 4  | 2  | 5  | 18 | 17 | +1   | 14  | Acceso a cuartos de final |
|                                          | 7°   | Catocha          | 11 | 3  | 4  | 4  | 9  | 11 | -2   | 13  |                           |
|                                          | 8º   | Aurora FC        | 11 | 2  | 3  | 6  | 11 | 15 | -4   | 9   |                           |
|                                          | 9º   | Capitalinos      | 11 | 2  | 2  | 7  | 10 | 19 | -9   | 8   |                           |
|                                          | 10°  | Sansare          | 11 | 1  | 0  | 10 | 11 | 35 | -24  | 3   |                           |
| Última actualización: 8 de marzo de 2020 |      |                  |    |    |    |    |    |    |      |     |                           |

## Jornadas Grupo A
- Los horarios son correspondientes al tiempo de Guatemala (UTC-6).

| Jornada 1        | Jornada 1 | Jornada 1        | Jornada 1              | Jornada 1   | Jornada 1 |
| Local            | Resultado | Visitante        | Estadio                | Fecha       | Hora      |
| ---------------- | --------- | ---------------- | ---------------------- | ----------- | --------- |
| Quiché           | 1 - 0     | Coatepecano      | Santa Cruz del Quiché  | 18 de enero | 20:00     |
| Nueva Concepción | 2 - 1     | Marquense        | José Luis Ibarra       | 19 de enero | 11:00     |
| Suchitepéquez    | 3 - 2     | Xinabajul-Huehue | Carlos Salazar Hijo    | 19 de enero | 15:00     |
| San Pedro        | 3 - 0     | Sololá           | Municipal de San Pedro | 19 de enero | 15:00     |
| Chimaltenango    | Descanso  |                  |                        |             |           |

| Jornada 2        | Jornada 2 | Jornada 2        | Jornada 2               | Jornada 2   | Jornada 2 |
| Local            | Resultado | Visitante        | Estadio                 | Fecha       | Hora      |
| ---------------- | --------- | ---------------- | ----------------------- | ----------- | --------- |
| Marquense        | 3 - 0     | Suchitepéquez    | Marquesa de la Ensenada | 25 de enero | 20:00     |
| Sololá           | 1 - 1     | Chimaltenango    | Xambá                   | 26 de enero | 11:00     |
| Coatepecano      | 1 - 0     | Nueva Concepción | Israel Barrios          | 26 de enero | 12:00     |
| Xinabajul-Huehue | 2 - 0     | San Pedro        | Los Cuchumatanes        | 26 de enero | 15:05     |
|                  | Descanso  | Quiché           |                         |             |           |

| Jornada 3        | Jornada 3 | Jornada 3        | Jornada 3                  | Jornada 3    | Jornada 3 |
| Local            | Resultado | Visitante        | Estadio                    | Fecha        | Hora      |
| ---------------- | --------- | ---------------- | -------------------------- | ------------ | --------- |
| Quiché           | 2 - 1     | Sololá           | Santa Cruz del Quiché      | 1 de febrero | 20:00     |
| Coatepecano      | 2 - 1     | Marquense        | Israel Barrios             | 2 de febrero | 12:00     |
| San Pedro        | 3 - 0     | Suchitepéquez    | Municipal de San Pedro     | 2 de febrero | 15:00     |
| Chimaltenango    | 1 - 0     | Xinabajul-Huehue | Municipal de Chimaltenango | 2 de febrero | 15:30     |
| Nueva Concepción | Descanso  |                  |                            |              |           |

| Jornada 4        | Jornada 4 | Jornada 4        | Jornada 4               | Jornada 4    | Jornada 4 |
| Local            | Resultado | Visitante        | Estadio                 | Fecha        | Hora      |
| ---------------- | --------- | ---------------- | ----------------------- | ------------ | --------- |
| Xinabajul-Huehue | 2 - 1     | Quiché           | Los Cuchumatanes        | 8 de febrero | 20:00     |
| Marquense        | 0 - 1     | San Pedro        | Marquesa de la Ensenada | 8 de febrero | 20:00     |
| Sololá           | 1 - 0     | Nueva Concepción | Xambá                   | 9 de febrero | 11:00     |
| Suchitepéquez    | 2 - 1     | Chimaltenango    | Carlos Salazar Hijo     | 9 de febrero | 15:00     |
|                  | Descanso  | Coatepecano      |                         |              |           |

| Jornada 5        | Jornada 5 | Jornada 5        | Jornada 5                  | Jornada 5     | Jornada 5 |
| Local            | Resultado | Visitante        | Estadio                    | Fecha         | Hora      |
| ---------------- | --------- | ---------------- | -------------------------- | ------------- | --------- |
| Coatepecano      | 1 - 0     | Sololá           | Israel Barrios             | 12 de febrero | 13:00     |
| Chimaltenango    | 1 - 0     | San Pedro        | Municipal de Chimaltenango | 12 de febrero | 15:00     |
| Nueva Concepción | 1 - 1     | Xinabajul-Huehue | José Luis Ibarra           | 12 de febrero | 15:00     |
| Quiché           | 0 - 0     | Suchitepéquez    | Santa Cruz del Quiché      | 12 de febrero | 20:00     |
|                  | Descanso  | Marquense        |                            |               |           |

| Jornada 6        | Jornada 6 | Jornada 6        | Jornada 6               | Jornada 6     | Jornada 6 |
| Local            | Resultado | Visitante        | Estadio                 | Fecha         | Hora      |
| ---------------- | --------- | ---------------- | ----------------------- | ------------- | --------- |
| Marquense        | 0 - 0     | Chimaltenango    | Marquesa de la Ensenada | 15 de febrero | 20:00     |
| San Pedro        | 2 - 0     | Quiché           | Municipal de San Pedro  | 16 de febrero | 15:00     |
| Suchitepéquez    | 1 - 1     | Nueva Concepción | Carlos Salazar Hijo     | 16 de febrero | 15:00     |
| Xinabajul-Huehue | 0 - 0     | Coatepecano      | Los Cuchumatanes        | 16 de febrero | 15:05     |
| Sololá           | Descanso  |                  |                         |               |           |

| Jornada 7        | Jornada 7 | Jornada 7        | Jornada 7             | Jornada 7     | Jornada 7 |
| Local            | Resultado | Visitante        | Estadio               | Fecha         | Hora      |
| ---------------- | --------- | ---------------- | --------------------- | ------------- | --------- |
| Quiché           | 1 - 0     | Chimaltenango    | Santa Cruz del Quiché | 22 de febrero | 20:00     |
| Nueva Concepción | 1 - 0     | San Pedro        | José Luis Ibarra      | 23 de febrero | 11:00     |
| Coatepecano      | 1 - 1     | Suchitepéquez    | Israel Barrios        | 23 de febrero | 12:00     |
| Sololá           | 3 - 1     | Marquense        | Xambá                 | 23 de febrero | 15:00     |
|                  | Descanso  | Xinabajul-Huehue |                       |               |           |

| Jornada 8        | Jornada 8 | Jornada 8        | Jornada 8                  | Jornada 8     | Jornada 8 |
| Local            | Resultado | Visitante        | Estadio                    | Fecha         | Hora      |
| ---------------- | --------- | ---------------- | -------------------------- | ------------- | --------- |
| Chimaltenango    | 1 - 2     | Nueva Concepción | Municipal de Chimaltenango | 26 de febrero | 15:00     |
| San Pedro        | 1 - 1     | Coatepecano      | Municipal de San Pedro     | 26 de febrero | 15:00     |
| Xinabajul-Huehue | 1 - 2     | Sololá           | Los Cuchumatanes           | 26 de febrero | 19:00     |
| Quiché           | 2 - 2     | Marquense        | Santa Cruz del Quiché      | 26 de febrero | 20:00     |
| Suchitepéquez    | Descanso  |                  |                            |               |           |

| Jornada 9        | Jornada 9 | Jornada 9        | Jornada 9               | Jornada 9     | Jornada 9 |
| Local            | Resultado | Visitante        | Estadio                 | Fecha         | Hora      |
| ---------------- | --------- | ---------------- | ----------------------- | ------------- | --------- |
| Marquense        | 0 - 0     | Xinabajul-Huehue | Marquesa de la Ensenada | 29 de febrero | 20:00     |
| Nueva Concepción | 4 - 0     | Quiché           | José Luis Ibarra        | 1 de marzo    | 11:00     |
| Coatepecano      | 1 - 1     | Chimaltenango    | Israel Barrios          | 1 de marzo    | 12:00     |
| Sololá           | 2 - 0     | Suchitepéquez    | Xambá                   | 1 de marzo    | 15:30     |
|                  | Descanso  | San Pedro        |                         |               |           |

| Jornada 10       | Jornada 10 | Jornada 10       | Jornada 10              | Jornada 10 | Jornada 10 |
| Local            | Resultado  | Visitante        | Estadio                 | Fecha      | Hora       |
| ---------------- | ---------- | ---------------- | ----------------------- | ---------- | ---------- |
| Coatepecano      | 2 - 0      | Quiché           | Israel Barrios          | 4 de marzo | 13:00      |
| Sololá           | 1 - 2      | San Pedro        | Xambá                   | 4 de marzo | 15:00      |
| Xinabajul-Huehue | 0 - 1      | Suchitepéquez    | Los Cuchumatanes        | 4 de marzo | 19:00      |
| Marquense        | 4 - 3      | Nueva Concepción | Marquesa de la Ensenada | 4 de marzo | 20:00      |
|                  | Descanso   | Chimaltenango    |                         |            |            |

| Jornada 11       | Jornada 11 | Jornada 11       | Jornada 11                 | Jornada 11 | Jornada 11 |
| Local            | Resultado  | Visitante        | Estadio                    | Fecha      | Hora       |
| ---------------- | ---------- | ---------------- | -------------------------- | ---------- | ---------- |
| Nueva Concepción | 0 - 0      | Coatepecano      | José Luis Ibarra           | 8 de marzo | 11:00      |
| San Pedro        | 5 - 0      | Xinabajul-Huehue | Municipal de San Pedro     | 8 de marzo | 15:00      |
| Suchitepéquez    | 2 - 0      | Marquense        | Carlos Salazar Hijo        | 8 de marzo | 15:00      |
| Chimaltenango    | 1 - 0      | Sololá           | Municipal de Chimaltenango | 8 de marzo | 15:00      |
| Quiché           | Descanso   |                  |                            |            |            |

| Jornada 12       | Jornada 12 | Jornada 12       | Jornada 12              | Jornada 12  | Jornada 12 |
| Local            | Resultado  | Visitante        | Estadio                 | Fecha       | Hora       |
| ---------------- | ---------- | ---------------- | ----------------------- | ----------- | ---------- |
| Xinabajul-Huehue | 1 - 1      | Chimaltenango    | Los Cuchumatanes        | 14 de marzo | 20:00      |
| Marquense        | 2 - 1      | Coatepecano      | Marquesa de la Ensenada | 14 de marzo | 20:00      |
| Sololá           |            | Quiché           | Xambá                   | 15 de marzo | 15:00      |
| Suchitepéquez    |            | San Pedro        | Carlos Salazar Hijo     | 15 de marzo | 15:00      |
|                  | Descanso   | Nueva Concepción |                         |             |            |

| Jornada 13       | Jornada 13 | Jornada 13       | Jornada 13                 | Jornada 13  | Jornada 13 |
| Local            | Resultado  | Visitante        | Estadio                    | Fecha       | Hora       |
| ---------------- | ---------- | ---------------- | -------------------------- | ----------- | ---------- |
| San Pedro        |            | Marquense        | Municipal de San Pedro     | 18 de marzo | 15:00      |
| Nueva Concepción |            | Sololá           | José Luis Ibarra           | 18 de marzo | 15:00      |
| Chimaltenango    |            | Suchitepéquez    | Municipal de Chimaltenango | 18 de marzo | 15:00      |
| Quiché           |            | Xinabajul-Huehue | Santa Cruz del Quiché      | 18 de marzo | 20:00      |
| Coatepecano      | Descanso   |                  |                            |             |            |

| Jornada 14       | Jornada 14 | Jornada 14       | Jornada 14             | Jornada 14  | Jornada 14 |
| Local            | Resultado  | Visitante        | Estadio                | Fecha       | Hora       |
| ---------------- | ---------- | ---------------- | ---------------------- | ----------- | ---------- |
| Xinabajul-Huehue |            | Nueva Concepción | Los Cuchumatanes       | 21 de marzo | 20:00      |
| Sololá           |            | Coatepecano      | Xambá                  | 22 de marzo | 11:00      |
| Suchitepéquez    |            | Quiché           | Carlos Salazar Hijo    | 22 de marzo | 15:00      |
| San Pedro        |            | Chimaltenango    | Municipal de San Pedro | 22 de marzo | 15:00      |
| Marquense        | Descanso   |                  |                        |             |            |

| Jornada 15       | Jornada 15 | Jornada 15       | Jornada 15                 | Jornada 15  | Jornada 15 |
| Local            | Resultado  | Visitante        | Estadio                    | Fecha       | Hora       |
| ---------------- | ---------- | ---------------- | -------------------------- | ----------- | ---------- |
| Nueva Concepción |            | Suchitepéquez    | José Luis Ibarra           | 29 de marzo | 11:00      |
| Quiché           |            | San Pedro        | Santa Cruz del Quiché      | 29 de marzo | 12:00      |
| Coatepecano      |            | Xinabajul-Huehue | Israel Barrios             | 29 de marzo | 12:00      |
| Chimaltenango    |            | Marquense        | Municipal de Chimaltenango | 29 de marzo | 15:00      |
|                  | Descanso   | Sololá           |                            |             |            |

| Jornada 16       | Jornada 16 | Jornada 16       | Jornada 16                 | Jornada 16 | Jornada 16 |
| Local            | Resultado  | Visitante        | Estadio                    | Fecha      | Hora       |
| ---------------- | ---------- | ---------------- | -------------------------- | ---------- | ---------- |
| Marquense        |            | Sololá           | Marquesa de la Ensenada    | 4 de abril | 20:00      |
| Suchitepéquez    |            | Coatepecano      | Carlos Salazar Hijo        | 5 de abril | 15:00      |
| Chimaltenango    |            | Quiché           | Municipal de Chimaltenango | 5 de abril | 15:00      |
| San Pedro        |            | Nueva Concepción | Municipal de San Pedro     | 5 de abril | 15:00      |
| Xinabajul-Huehue | Descanso   |                  |                            |            |            |

| Jornada 17       | Jornada 17 | Jornada 17       | Jornada 17              | Jornada 17 | Jornada 17 |
| Local            | Resultado  | Visitante        | Estadio                 | Fecha      | Hora       |
| ---------------- | ---------- | ---------------- | ----------------------- | ---------- | ---------- |
| Coatepecano      |            | San Pedro        | Israel Barrios          | 8 de abril | 13:00      |
| Nueva Concepción |            | Chimaltenango    | José Luis Ibarra        | 8 de abril | 15:00      |
| Marquense        |            | Quiché           | Marquesa de la Ensenada | 8 de abril | 20:00      |
| Sololá           |            | Xinabajul-Huehue | Xambá                   | 9 de abril | 11:00      |
|                  | Descanso   | Suchitepéquez    |                         |            |            |

| Jornada 18       | Jornada 18 | Jornada 18       | Jornada 18                 | Jornada 18  | Jornada 18 |
| Local            | Resultado  | Visitante        | Estadio                    | Fecha       | Hora       |
| ---------------- | ---------- | ---------------- | -------------------------- | ----------- | ---------- |
| Quiché           |            | Nueva Concepción | Santa Cruz del Quiché      | 19 de abril | 11:00      |
| Xinabajul-Huehue |            | Marquense        | Los Cuchumatanes           | 19 de abril | 11:00      |
| Chimaltenango    |            | Coatepecano      | Municipal de Chimaltenango | 19 de abril | 11:00      |
| Suchitepéquez    |            | Sololá           | Carlos Salazar Hijo        | 19 de abril | 11:00      |
| San Pedro        | Descanso   |                  |                            |             |            |

## Jornadas Grupo B
- Los horarios son correspondientes al tiempo de Guatemala (UTC-6).

| Jornada 1   | Jornada 1 | Jornada 1        | Jornada 1            | Jornada 1   | Jornada 1 |
| Local       | Resultado | Visitante        | Estadio              | Fecha       | Hora      |
| ----------- | --------- | ---------------- | -------------------- | ----------- | --------- |
| Capitalinos | 1 - 0     | Sansare          | Cementos Progreso    | 17 de enero | 15:00     |
| Aurora      | 0 - 1     | Comunicaciones B | Estadio del Ejército | 18 de enero | 11:00     |
| Sacachispas | 0 - 1     | Mictlán          | Las Victorias        | 18 de enero | 20:00     |
| Achuapa     | 3 - 3     | Catocha          | Manuel Ariza         | 19 de enero | 15:00     |
| Petapa      | 1 - 2     | Carchá           | Julio Armando Cóbar  | 19 de enero | 16:00     |

| Jornada 2        | Jornada 2 | Jornada 2   | Jornada 2               | Jornada 2   | Jornada 2 |
| Local            | Resultado | Visitante   | Estadio                 | Fecha       | Hora      |
| ---------------- | --------- | ----------- | ----------------------- | ----------- | --------- |
| Catocha          | 0 - 0     | Capitalinos | Santa Catarina Mita     | 25 de enero | 19:00     |
| Comunicaciones B | 2 - 2     | Achuapa     | Cementos Progreso       | 26 de enero | 11:00     |
| Mictlán          | 0 - 0     | Aurora      | La Asunción             | 26 de enero | 11:00     |
| Sansare          | 1 - 5     | Petapa      | Las Victorias (Sansare) | 26 de enero | 15:00     |
| Carchá           | 1 - 1     | Sacachispas | Juan Ramón Ponce        | 26 de enero | 15:00     |

| Jornada 3        | Jornada 3 | Jornada 3   | Jornada 3            | Jornada 3    | Jornada 3 |
| Local            | Resultado | Visitante   | Estadio              | Fecha        | Hora      |
| ---------------- | --------- | ----------- | -------------------- | ------------ | --------- |
| Aurora           | 0 - 1     | Carchá      | Estadio del Ejército | 1 de febrero | 11:00     |
| Sacachispas      | 5 - 1     | Sansare     | Las Victorias        | 1 de febrero | 20:00     |
| Comunicaciones B | 0 - 0     | Catocha     | Cementos Progreso    | 2 de febrero | 11:00     |
| Achuapa          | 0 - 0     | Mictlán     | Manuel Ariza         | 2 de febrero | 15:00     |
| Petapa           | 2 - 2     | Capitalinos | Julio Armando Cóbar  | 2 de febrero | 16:00     |

| Jornada 4   | Jornada 4 | Jornada 4        | Jornada 4               | Jornada 4    | Jornada 4 |
| Local       | Resultado | Visitante        | Estadio                 | Fecha        | Hora      |
| ----------- | --------- | ---------------- | ----------------------- | ------------ | --------- |
| Capitalinos | 2 - 3     | Sacachispas      | Cementos Progreso       | 7 de febrero | 15:00     |
| Mictlán     | 0 - 0     | Comunicaciones B | La Asunción             | 8 de febrero | 19:00     |
| Catocha     | 1 - 1     | Petapa           | Santa Catarina Mita     | 8 de febrero | 19:00     |
| Carchá      | 1 - 2     | Achuapa          | Juan Ramón Ponce        | 9 de febrero | 15:00     |
| Sansare     | 3 - 6     | Aurora           | Las Victorias (Sansare) | 9 de febrero | 15:00     |

| Jornada 5        | Jornada 5 | Jornada 5   | Jornada 5            | Jornada 5     | Jornada 5 |
| Local            | Resultado | Visitante   | Estadio              | Fecha         | Hora      |
| ---------------- | --------- | ----------- | -------------------- | ------------- | --------- |
| Comunicaciones B | 1 - 1     | Carchá      | Cementos Progreso    | 12 de febrero | 15:00     |
| Achuapa          | 3 - 0     | Sansare     | Manuel Ariza         | 12 de febrero | 15:30     |
| Mictlán          | 2 - 0     | Catocha     | La Asunción          | 12 de febrero | 20:00     |
| Sacachispas      | 3 - 0     | Petapa      | Las Victorias        | 12 de febrero | 20:00     |
| Aurora           | 1 - 0     | Capitalinos | Estadio del Ejército | 19 de febrero | 11:00     |

| Jornada 6   | Jornada 6 | Jornada 6        | Jornada 6               | Jornada 6     | Jornada 6 |
| Local       | Resultado | Visitante        | Estadio                 | Fecha         | Hora      |
| ----------- | --------- | ---------------- | ----------------------- | ------------- | --------- |
| Catocha     | 1 - 0     | Sacachispas      | Santa Catarina Mita     | 15 de febrero | 19:00     |
| Capitalinos | 1 - 2     | Achuapa          | Cementos Progreso       | 16 de febrero | 11:00     |
| Sansare     | 1 - 2     | Comunicaciones B | Las Victorias (Sansare) | 16 de febrero | 15:00     |
| Carchá      | 2 - 0     | Mictlán          | Juan Ramón Ponce        | 16 de febrero | 15:00     |
| Petapa      | 3 - 1     | Aurora           | Julio Armando Cóbar     | 16 de febrero | 16:00     |

| Jornada 7        | Jornada 7 | Jornada 7   | Jornada 7            | Jornada 7     | Jornada 7 |
| Local            | Resultado | Visitante   | Estadio              | Fecha         | Hora      |
| ---------------- | --------- | ----------- | -------------------- | ------------- | --------- |
| Aurora           | 0 - 2     | Sacachispas | Estadio del Ejército | 22 de febrero | 11:00     |
| Mictlán          | 3 - 0     | Sansare     | La Asunción          | 22 de febrero | 19:00     |
| Comunicaciones B | 5 - 0     | Capitalinos | Cementos Progreso    | 23 de febrero | 11:00     |
| Achuapa          | 1 - 0     | Petapa      | Manuel Ariza         | 23 de febrero | 15:00     |
| Carchá           | 1 - 0     | Catocha     | Juan Ramón Ponce     | 23 de febrero | 15:00     |

| Jornada 8   | Jornada 8 | Jornada 8        | Jornada 8               | Jornada 8     | Jornada 8 |
| Local       | Resultado | Visitante        | Estadio                 | Fecha         | Hora      |
| ----------- | --------- | ---------------- | ----------------------- | ------------- | --------- |
| Capitalinos | 0 - 1     | Mictlán          | Cementos Progreso       | 26 de febrero | 11:00     |
| Aurora      | 1 - 2     | Catocha          | Estadio del Ejército    | 26 de febrero | 11:00     |
| Sansare     | 3 - 6     | Carchá           | Las Victorias (Sansare) | 26 de febrero | 15:30     |
| Sacachispas | 2 - 0     | Achuapa          | Las Victorias           | 26 de febrero | 20:00     |
| Petapa      | 3 - 0     | Comunicaciones B | Julio Armando Cóbar     | 26 de febrero | 20:00     |

| Jornada 9        | Jornada 9 | Jornada 9   | Jornada 9           | Jornada 9     | Jornada 9 |
| Local            | Resultado | Visitante   | Estadio             | Fecha         | Hora      |
| ---------------- | --------- | ----------- | ------------------- | ------------- | --------- |
| Catocha          | 1 - 0     | Sansare     | Santa Catarina Mita | 29 de febrero | 19:00     |
| Mictlán          | 3 - 0     | Petapa      | La Asunción         | 1 de marzo    | 11:00     |
| Comunicaciones B | 1 - 3     | Sacachispas | Cementos Progreso   | 1 de marzo    | 11:00     |
| Carchá           | 2 - 1     | Capitalinos | Juan Ramón Ponce    | 1 de marzo    | 15:00     |
| Achuapa          | 0 - 0     | Aurora      | Manuel Ariza        | 1 de marzo    | 15:00     |

| Jornada 10       | Jornada 10 | Jornada 10  | Jornada 10              | Jornada 10 | Jornada 10 |
| Local            | Resultado  | Visitante   | Estadio                 | Fecha      | Hora       |
| ---------------- | ---------- | ----------- | ----------------------- | ---------- | ---------- |
| Comunicaciones B | 2 - 1      | Aurora      | Cementos Progreso       | 4 de marzo | 15:00      |
| Mictlán          | 1 - 1      | Sacachispas | La Asunción             | 4 de marzo | 15:00      |
| Carchá           | 3 - 1      | Petapa      | Juan Ramón Ponce        | 4 de marzo | 15:00      |
| Sansare          | 2 - 1      | Capitalinos | Las Victorias (Sansare) | 4 de marzo | 15:30      |
| Catocha          | 0 - 1      | Achuapa     | Santa Catarina Mita     | 4 de marzo | 19:00      |

| Jornada 11  | Jornada 11 | Jornada 11       | Jornada 11           | Jornada 11 | Jornada 11 |
| Local       | Resultado  | Visitante        | Estadio              | Fecha      | Hora       |
| ----------- | ---------- | ---------------- | -------------------- | ---------- | ---------- |
| Aurora      | 1 - 1      | Mictlán          | Estadio del Ejército | 7 de marzo | 11:00      |
| Sacachispas | 1 - 0      | Carchá           | Las Victorias        | 7 de marzo | 20:00      |
| Capitalinos | 2 - 1      | Catocha          | Cementos Progreso    | 8 de marzo | 11:00      |
| Achuapa     | 1 - 0      | Comunicaciones B | Manuel Ariza         | 8 de marzo | 15:00      |
| Petapa      | 2 - 0      | Sansare          | Julio Armando Cóbar  | 8 de marzo | 16:00      |

| Jornada 12  | Jornada 12 | Jornada 12       | Jornada 12              | Jornada 12  | Jornada 12 |
| Local       | Resultado  | Visitante        | Estadio                 | Fecha       | Hora       |
| ----------- | ---------- | ---------------- | ----------------------- | ----------- | ---------- |
| Capitalinos |            | Petapa           | Cementos Progreso       | 14 de marzo | 11:00      |
| Catocha     |            | Comunicaciones B | Santa Catarina Mita     | 14 de marzo | 19:00      |
| Mictlán     |            | Achuapa          | La Asunción             | 15 de marzo | 11:00      |
| Sansare     |            | Sacachispas      | Las Victorias (Sansare) | 15 de marzo | 15:00      |
| Carchá      |            | Aurora           | Juan Ramón Ponce        | 15 de marzo | 15:00      |

| Jornada 13       | Jornada 13 | Jornada 13  | Jornada 13           | Jornada 13  | Jornada 13 |
| Local            | Resultado  | Visitante   | Estadio              | Fecha       | Hora       |
| ---------------- | ---------- | ----------- | -------------------- | ----------- | ---------- |
| Aurora           |            | Sansare     | Estadio del Ejército | 18 de marzo | 11:00      |
| Comunicaciones B |            | Mictlán     | Cementos Progreso    | 18 de marzo | 15:00      |
| Achuapa          |            | Carchá      | Manuel Ariza         | 18 de marzo | 15:30      |
| Petapa           |            | Catocha     | Julio Armando Cóbar  | 18 de marzo | 20:00      |
| Sacachispas      |            | Capitalinos | Las Victorias        | 18 de marzo | 20:00      |

| Jornada 14  | Jornada 14 | Jornada 14       | Jornada 14              | Jornada 14  | Jornada 14 |
| Local       | Resultado  | Visitante        | Estadio                 | Fecha       | Hora       |
| ----------- | ---------- | ---------------- | ----------------------- | ----------- | ---------- |
| Catocha     |            | Mictlán          | Santa Catarina Mita     | 21 de marzo | 19:00      |
| Capitalinos |            | Aurora           | Cementos Progreso       | 22 de marzo | 12:00      |
| Sansare     |            | Achuapa          | Las Victorias (Sansare) | 22 de marzo | 15:00      |
| Carchá      |            | Comunicaciones B | Juan Ramón Ponce        | 22 de marzo | 15:00      |
| Petapa      |            | Sacachispas      | Julio Armando Cóbar     | 22 de marzo | 16:00      |

| Jornada 15       | Jornada 15 | Jornada 15  | Jornada 15           | Jornada 15  | Jornada 15 |
| Local            | Resultado  | Visitante   | Estadio              | Fecha       | Hora       |
| ---------------- | ---------- | ----------- | -------------------- | ----------- | ---------- |
| Aurora           |            | Petapa      | Estadio del Ejército | 28 de marzo | 11:00      |
| Mictlán          |            | Carchá      | La Asunción          | 28 de marzo | 19:00      |
| Sacachispas      |            | Catocha     | Las Victorias        | 28 de marzo | 20:00      |
| Comunicaciones B |            | Sansare     | Cementos Progreso    | 29 de marzo | 11:00      |
| Achuapa          |            | Capitalinos | Manuel Ariza         | 29 de marzo | 15:00      |

| Jornada 16  | Jornada 16 | Jornada 16       | Jornada 16              | Jornada 16 | Jornada 16 |
| Local       | Resultado  | Visitante        | Estadio                 | Fecha      | Hora       |
| ----------- | ---------- | ---------------- | ----------------------- | ---------- | ---------- |
| Capitalinos |            | Comunicaciones B | Cementos Progreso       | 4 de abril | 11:00      |
| Catocha     |            | Carchá           | Santa Catarina Mita     | 4 de abril | 19:00      |
| Sacachispas |            | Aurora           | Las Victorias           | 4 de abril | 20:00      |
| Sansare     |            | Mictlán          | Las Victorias (Sansare) | 5 de abril | 15:00      |
| Petapa      |            | Achuapa          | Julio Armando Cóbar     | 5 de abril | 16:00      |

| Jornada 17       | Jornada 17 | Jornada 17  | Jornada 17          | Jornada 17 | Jornada 17 |
| Local            | Resultado  | Visitante   | Estadio             | Fecha      | Hora       |
| ---------------- | ---------- | ----------- | ------------------- | ---------- | ---------- |
| Comunicaciones B |            | Petapa      | Cementos Progreso   | 8 de abril | 15:00      |
| Carchá           |            | Sansare     | Juan Ramón Ponce    | 8 de abril | 15:00      |
| Achuapa          |            | Sacachispas | Manuel Ariza        | 8 de abril | 15:30      |
| Catocha          |            | Aurora      | Santa Catarina Mita | 8 de abril | 19:00      |
| Mictlán          |            | Capitalinos | La Asunción         | 9 de abril | 20:00      |

| Jornada 18  | Jornada 18 | Jornada 18       | Jornada 18              | Jornada 18  | Jornada 18 |
| Local       | Resultado  | Visitante        | Estadio                 | Fecha       | Hora       |
| ----------- | ---------- | ---------------- | ----------------------- | ----------- | ---------- |
| Aurora      |            | Achuapa          | Estadio del Ejército    | 19 de abril | 11:00      |
| Petapa      |            | Mictlán          | Julio Armando Cóbar     | 19 de abril | 11:00      |
| Sansare     |            | Catocha          | Las Victorias (Sansare) | 19 de abril | 11:00      |
| Sacachispas |            | Comunicaciones B | Las Victorias           | 19 de abril | 11:00      |
| Capitalinos |            | Carchá           | Cementos Progreso       | 19 de abril | 11:00      |

## Tablas Acumuladas

### Grupo A
|                                          | Pos. | Equipos          | PJ | PG | PE | PP | GF | GC | Dif. | PTS | Clasificación           |
| ---------------------------------------- | ---- | ---------------- | -- | -- | -- | -- | -- | -- | ---- | --- | ----------------------- |
|                                          | 1º   | San Pedro        | 28 | 17 | 3  | 8  | 43 | 25 | +18  | 54  |                         |
|                                          | 2º   | Suchitepéquez    | 27 | 13 | 5  | 9  | 41 | 34 | +7   | 44  |                         |
|                                          | 3º   | Quiché           | 26 | 11 | 7  | 8  | 34 | 28 | +6   | 43  |                         |
|                                          | 4º   | Nueva Concepción | 27 | 11 | 5  | 11 | 42 | 37 | +5   | 38  |                         |
|                                          | 5º   | Chimaltenango    | 27 | 8  | 11 | 8  | 27 | 27 | 0    | 35  |                         |
|                                          | 6º   | Xinabajul-Huehue | 27 | 9  | 7  | 11 | 31 | 35 | -4   | 34  |                         |
|                                          | 7º   | Marquense        | 27 | 8  | 8  | 11 | 36 | 34 | +2   | 32  |                         |
|                                          | 8º   | Coatepecano      | 27 | 8  | 8  | 11 | 23 | 31 | -8   | 29  |                         |
|                                          | 9°   | Sololá           | 27 | 6  | 8  | 13 | 24 | 45 | -21  | 26  | Playoffs de permanencia |
|                                          | 10°  | Chiantla         | 11 | 2  | 6  | 3  | 11 | 16 | -5   | -1  | Descendido              |
| Última actualización: 8 de marzo de 2020 |      |                  |    |    |    |    |    |    |      |     |                         |

Chiantla ha descendido en la fecha 12 del Torneo Apertura por omitir laudos pendientes. Jugará en la Segunda División para la temporada 2020-21.

### Grupo B
|                                          | Pos. | Equipos          | PJ | PG | PE | PP | GF | GC | Dif. | PTS | Clasificación           |
| ---------------------------------------- | ---- | ---------------- | -- | -- | -- | -- | -- | -- | ---- | --- | ----------------------- |
|                                          | 1º   | Sacachispas      | 29 | 17 | 6  | 6  | 47 | 22 | +25  | 57  |                         |
|                                          | 2º   | Achuapa          | 29 | 15 | 6  | 8  | 44 | 31 | +13  | 51  |                         |
|                                          | 3º   | Carchá           | 29 | 14 | 6  | 9  | 40 | 30 | +10  | 48  |                         |
|                                          | 4º   | Mictlán          | 29 | 12 | 9  | 8  | 27 | 24 | +3   | 45  |                         |
|                                          | 5º   | Catocha          | 29 | 9  | 8  | 12 | 30 | 33 | -3   | 35  |                         |
|                                          | 6º   | Aurora FC        | 29 | 10 | 5  | 14 | 33 | 41 | -8   | 35  |                         |
|                                          | 7º   | Petapa           | 29 | 9  | 7  | 13 | 39 | 45 | -6   | 34  |                         |
|                                          | 8º   | Comunicaciones B | 29 | 8  | 9  | 12 | 30 | 35 | -5   | 33  |                         |
|                                          | 9°   | Sansare          | 29 | 10 | 2  | 18 | 36 | 56 | -20  | 32  | Playoffs de permanencia |
|                                          | 10°  | Capitalinos      | 29 | 7  | 10 | 12 | 27 | 36 | -9   | 31  | Descendido              |
| Última actualización: 8 de marzo de 2020 |      |                  |    |    |    |    |    |    |      |     |                         |

## Fase final
Toda la ronda final fue cancelada, pues no pudo terminar de jugarse la ronda de clasificación.

## Ida
4 de mayo de 2020
10:00 
C.S.D. Sacachispas 3-2 Cremas B

## Verta
12 de mayo de 2020
07:00
Cremas B 3-3 C.S.D. Sacachispas (5:6)
Camepón
Club Social y Deportivo Suchitepéquez
19 Título 
Primera división de Guatemala Clausura 2019-2020

## Repechaje por la permanencia
| Fechaa                            | 9° del grupo A | Resultado | 9° del grupo B |
| --------------------------------- | -------------- | --------- | -------------- |
| 22 de agosto, Ciudad de Guatemala | Sololá         | 2 - 0     | Sansare        |

Nota: Sololá mantiene la categoría para la próxima temporada. Sansare desciende a la Segunda División.
Final de Ascenso 2019-2020
9 de junio de 2020
12:00 
Deportivo Archuapa (A) 1-1 Club Social y Deportivo Sacachispas (C)
```
                         (15-16)
```

Club Social y Deportivo Suchitepéquez
Campeón
Final de Ascenso 2019-2020 Guatemala 
Primera división de Guatemala 
1o Título

## Partidos de ascenso
| Fecha y lugar                     | Finalistas del Apertura | Resultado | Primeros de tabla acumulada |
| --------------------------------- | ----------------------- | --------- | --------------------------- |
| 11 de agosto, Ciudad de Guatemala | Achuapa                 | 3 - 1     | San Pedro                   |
| 11 de agosto, Ciudad de Guatemala | Marquense               | 0 - 2     | Sacachispas                 |

### Ascendidos a laLiga Nacional 2020-21
|                   |             |
| Deportivo Achuapa | Sacachispas |